# Molí de Cornellana
El Molí de Cornellana és una obra de la Vansa i Fórnols (Alt Urgell) protegida com a Bé Cultural d'Interès Local.

## Descripció
Els molins d'Adraén, Cornellana i Fórnols són els tres principals molins de la Vansa i Fórnols. Es tracta de tres edificis mixtes, que comparteixen la residència del moliner i el molí pròpiament dit. Tots tres són molins fariners que posteriorment es van adaptar a la producció elèctrica. Són de propietat municipal.
El molí de Cornellana es troba a la dreta del torrent de Ribanegra, en a uns tres-cents metres del pont per on passa la carretera de la Seu d'Urgell a Tuixent. L'edifici és obert i mig ensorrat.
Edifici de planta rectangular, amb dues plantes i golfes, amb coberta a doble vessant, avui enfonsada. El mur meridional també està enrunat. És el típic exemple de molí amb habitatge a la primera planta. Els paraments dels murs són de reble, amb grans carreus a les cantonades. Presenta petites finestres a diversos punts de les façanes nord, sud i de ponent i una porta d'arc rebaixat. Hi ha una data al costat dret de la porta "18?0".
A causa del mal estat en què es troba no es pot interpretar l'estructura interior de l'edifici. Entremig de la runa es pot veure alguna mola.